# Ngày Thận thế giới
Ngày Thận Thế giới (tiếng Anh: World Kidney Day - viết tắt WKD) là một chiến dịch nâng cao nhận thức sức khỏe toàn cầu tập trung vào tầm quan trọng của thận và nhằm tăng cao ý thức đề phòng để làm giảm tần số và tác động của bệnh thận và các vấn đề sức khỏe liên quan trên toàn thế giới.
Chiến dịch được tổ chức hàng năm vào ngày thứ năm thứ hai của tháng ba tại hơn 100 quốc gia trên 6 lục địa, bắt đầu từ năm 2005.
Ngày Thận Thế giới là một sáng kiến chung của Hiệp hội Thận Quốc tế (International Society of Nephrology - ISN) và Liên đoàn Quốc tế về Quỹ thận (International Federation of Kidney Foundations - IFKF).

## Ngày lễ và chủ đề
Chiến dịch được tổ chức hàng năm vào ngày thứ năm thứ hai của tháng 3 tại hơn 100 quốc gia trên 6 lục địa, bắt đầu từ năm 2005.
| Năm  | Ngày        | Chủ đề                |
| ---- | ----------- | --------------------- |
| 2012 | 10 tháng 11 | "Hiến thận cứu người" |
| 2013 | 10 tháng 11 |                       |
| 2014 | 10 tháng 11 |                       |
| 2015 | 10 tháng 11 |                       |